# D'Artagnan amoureux
Pour les articles homonymes, voir D'Artagnan (homonymie).
D'Artagnan amoureux est une mini-série télévisée française en cinq épisodes dirigé par Yannick Andréi, d'après le roman de Roger Nimier et diffusé pour la première fois le 30 septembre 1977.

## Synopsis
Maintenant au service de Richelieu, D'Artagnan part pour Rome en mission secrète. Chemin faisant, il tire d'un mauvais pas Roger de Bussy-Rabutin et les demoiselles qui l'accompagnent. Julie et Marie ne sont pas insensibles au charme du héros, ce qui provoque une algarade entre les deux hommes. 
D'Artagnan, tombé amoureux de la belle Marie de Rabutin-Chantal qui, malheureusement, ne veut pas épouser une légende, s'en retourne en bataille avec son fidèle Planchet et retrouve un par un tous ses amis mousquetaires.

## Fiche technique
- Titre : D'Artagnan amoureux
- Réalisation : Yannick Andréi
- Scénario et dialogues : Jean-Louis Bory, d'après le roman de Roger Nimier
- Musique : Jacques Loussier
- Photographie : Henri Decomps
- Montage : Pierre Houdain • Bernard Bourgoin
- Assistant montage : Alain Bayet
- Combats réglés par Claude Carliez
- Chef maquilleuse : Gina Tzertzvadze
- Chef coiffeuse : Catherine Gomez
- Chef costumière : Laurence Brignon
- Assistante costumière : Madeleine Charlot
- Habilleuse : Nicole Vidallon
- Cadreur : François Charles
- Assistants opérateurs : Christian Ritt • Thierry Matalou
- Son : Yvon Dacquay
- Perchiste : Stéphan Van den Bergh
- Mixage : Jean-Jacques Tillaux
- Chef électricien : Émile Loubet
- Régie : Jean-Marc Diamedo • Olivier Prat • Daniel Samir
- Accessoiriste : Patrice Velut
- Premier assistant réalisateur : Christophe Andréi
- Deuxièmes assistants réalisateur : Emmanuel de Bary • Luc Delasnerie
- Scripte : Claude Hirtz
- Secrétaire de production : Catherine Thierry
- Producteur délégué : Claude Matalou
- Production : Antenne-2 • Telfrance
- Pays :  France
- Format : 5 x 55 minutes
- Première diffusion : 
  -  France : 30 septembre 1977 sur Antenne-2
  -  Allemagne de l'Est : juillet 1984 sur DFF-1 - titre : Der verliebte D'Artagnan[1]

## Distribution
- Nicolas Silberg : D'Artagnan — épisodes 1 à 5 —
- Angelo Bardi : Planchet — épisodes 1 à 5 —
- Jean Parédès : Pélisson de Pélissard — épisodes 1 à 5 —
- Bruno Garcin : Roger de Bussy-Rabutin — épisodes 1 à 5 —
- Aniouta Florent : Marie de Rabutin-Chantal — épisodes 1, 2, 3, 5 —
- Franck Estange : La Fon — épisodes 2, 3, 4, 5 —
- Marie-Georges Pascal : Julie de Colineau du Val — épisodes 1, 2, 3, 4 —
- Pascale Roberts : Madeleine Turquaine — épisodes 3, 4 —
- Jean-Jacques Steen : Turquaine — épisodes 3, 4 —
- Henri Virlojeux : Richelieu — épisodes 1, 3 —
- Gabriel Cattand : Louis XIII — épisodes 1, 3 —
- Sergio Nicolai : Mazarin — épisodes 3, 4 —
- Serge Maillat : Aramis — épisode 5 —
- Jacques Le Carpentier : Porthos — épisode 5 —
- Yves Lefebvre : Athos — épisode 5 —
- Jean Martinelli : le pape Urbain VIII — épisode 2 —
- Bernard Charlan : La Folène — épisodes 1, 3 —
- Jean Toscan : l'aubergiste d'Arles — épisode 1 —
- Antoine Marin : le moine dévêtu — épisode 1 —
- Gérard Jourde : le premier espion — épisode 1 —
- Aurora Maris : l'aubergiste italienne — épisode 1 —
- Antoine Fontaine : l'officier d'état-major— épisode 1 —
- Gérard Buhr : La Meilleraye — épisode 1 —
- Yves Gabrielli : le confiseur à Arles — épisode 1 —
- Patrick Bisson : le faux marmiton — épisode 2 —
- Corinne Corson : Toinon — épisode 2 —
- Jean Rougeul : le chirurgien — épisode 2 —
- Cécile Magnet : Suzette — épisode 2 —
- Gaétan Jor : l'aubergiste — épisode 3 —
- Bernard Jeantet : un gentilhomme — épisode 3 —
- Régis Bouquet : le bûcheron — épisode 3 —
- Yvan Varco : Ménage — épisode 3 —
- Jean-François Duhamel : Blaise Pascal — épisode 4 —
- Fred Pasquali : Colineau du Val — épisode 4 —
- Maria Meriko : la duègne — épisode 4 —
- Bernard Bourdeix : Sévigné — épisode 4 —
- Gil de Lesparda : D'Alloré — épisode 4 —
- Alan Adair : O'Neil — épisode 4 —
- Vincent Gauthier : le duc d'Enghien — épisode 5 —
- Jean-Marie Bernicat : La Ferté-Sénectaire — épisode 5 —
- Yves Garnier : Gassion — épisode 5 —
- Mario Pilar : Francisco de Melo — épisode 5 —
- Yves Arnault : un officier à Rocroi — épisode 5 —
- Micha Bayard : Madame du Vallon — épisode 5 —